# 1767

## Събития
- ? – Охридската архиепископия е закрита и епархиите ѝ са подчинени на Цариградската патриаршия.
- ? – Започва да се развива течението в немската литература, наречено Бурни устреми.
- ? – Гаспар де Портола е назначен за вицекрал на Калифорния.
- ? – Убит е Звярът от Жеводан.
- ? – Теодосий II Константинополски става солунски митрополит.
- ? – Английският химик Джоузеф Пристли е приет за член на Лондонското кралско дружество.
- ? – Волфганг Амадеус Моцарт създава операта „Дългът към първата заповед“.
- ? – Самозванецът и мошеник от неизвестно потекло и произход Шчепан Мали поема управлението на Черна гора, благодарение на личния си чар и обаяние, обединявайки разпокъсаните черногорски племена и кланове.
- ? – Основани са полските градове Андрихов и Журомин и руският град Камбарка.
- ? – Състоят се премиерите на оперите на италианския композитор Джовани Паизиело „Le 'mbroglie de le Bajasse“, „Lucio Papirio dittatore“ и „Il furbo malaccorto“ в Неапол.
- ? – Състои се премиерата на операта „Пролог“ на германския композитор Кристоф Глук.
- ? – Жан-Жак Русо издава своя музикален лексикон, наречен „Музикален речник“, чрез който става най-цитираният естет на 18 век.
- ? – Луи Анри дьо Виен продава крепостта Шатоньоф във Франция на един банкер.
- ? – Пиер дьо Бомарше издава драмата „Евгения“.
- ? – Състои се първото писмено регистрирано състезание по биатлон близо до границата на Норвегия и Швеция.
- ? – Йохан Якоб Швепе се жени за Елеоноре Роже.
- ? – Завършен е строежът на Малкия Ермитаж от архитект Ж. Б. Вален-Деламот.
- ? – Волтер написва повестта „Простодушният“.
- ? – Томас Пенант е избран за член на Британското кралско научно дружество.
- ? – Канонизиран е Свети Йероним от римския папа Климент XIII.
- ? – Сикхите, след продължителни войни с Моголската империя и афганците, успяват да създадат своя самостоятелна държава.
- ? – Основано е Висшето училище за изобразително изкуство в Хамбург.
- 13 май – Състои се премиерата операта „Аполон и Хиацинт“ на Волфганг Амадеус Моцарт в Залцбург.
- юни – Английският мореплавател Самюъл Уолис вторично открива атола Бора Бора.
- юни – Английският мореплавател Самюъл Уолис открива атолите Мануае, Тупаи и Маупихаа и островите Моореа, Тахаа, Хуахине и Раиатеа в Дружествените острови.
- 6 юни – Английският мореплавател Самюъл Уолис открива атола Пинаки.
- 7 юни – Английският мореплавател Самюъл Уолис открива атола Ваираатеа и остров Нукутаваке.
- 9 юни – Английският мореплавател Самюъл Уолис открива атола Параоа.
- 10 юни – Английският мореплавател Самюъл Уолис открива атола Мануханги.
- 13 юни – Английският мореплавател Самюъл Уолис вторично открива атола Ненгоненго.
- 17 юни – Английският мореплавател Самюъл Уолис открива остров Мехетиа, Дружествени острови.
- 18 юни – Английският мореплавател Самюъл Уолис открива островите Маиао и Таити, Дружествени острови.
- 23 юни – Създадена е Радомската конфедерация.
- юли – Английският мореплавател Филип Картерет открива атолите Ануанураро, Ануанурунга и Моруроа.
- 2 юли – Английският мореплавател Филип Картерет открива остров Питкерн в югоизточната част на Тихия океан.
- 7 юли – Херцогиня дьо Полиняк се омъжва за Франсоа Арманд, граф дьо Полиняк.
- 12 юли – Английският мореплавател Филип Картерет открива атола Нукутипипи.
- 12 август – Английският мореплавател Филип Картерет вторично открива остров Ваникоро.
- 12 октомври – Избухва Ярославският пожар.

## Родени
- ? – Алтънлъ Стоян, български хайдутин
- ? – Елизабет Бентли, английска писателка
- 1 януари – Хенрих Шрадър, немски ботаник
- 5 януари – Жан-Батист Сей, френски икономист
- 12 януари – Пиер Дарю, френски военен командир
- 14 януари – Мария Терезия Австрийска, кралица на Саксония
- 30 януари – Яспер Улрих Зетцен, германски лекар
- 2 февруари – Хайнрих Фридрих Линк, германски ботаник
- 19 февруари – Юзеф Пешка, полски художник
- 24 февруари – Рама II, крал на Сиам
- 14 март – Питър Юарт, шотландски инженер
- 15 март – Андрю Джаксън, президент на САЩ
- 25 март – Жоашен Мюра, френски военен деец
- 1 април – Доминго Бадия и Леблич, испански пътешественик
- 19 април – Адриан Хауърт, английски ботаник
- 21 април – Елизабет Вюртембергска, немска принцеса
- 25 април – Никола Удино, френски маршал
- 7 май – Фредерика Пруска, пруска принцеса
- 13 май – Жуау VI, крал на Португалия
- 12 юни – Алексиус Фридрих Христиан,
- 22 юни – Вилхелм фон Хумболт, германски филолог
- 3 юли – Жан Жозеф Пол Огюстен, френски политик
- 8 юли – Павел Чичагов, руски адмирал
- 11 юли – Джон Куинси Адамс, Президент на САЩ
- 25 август – Луи Антоан дьо Сен Жюст, френски революционер
- 6 септември – Антон Скалон, руски командир
- 8 септември – Аугуст Вилхелм Шлегел, германски писател († 1845 г.)
- 1 октомври – Сергей Тучков, руски генерал
- 6 октомври – Анри Христоф, единствен крал на Хаити, под иметo Хайнрих I
- 23 октомври – Николай Депрерадович, руски генерал
- 24 октомври – Жак Лафит, френски банкер
- 25 октомври – Бенжамен Констан, швейцарски писател
- 2 ноември – Едуард Огъстъс, херцог на Кент и Стратърн
- 22 ноември – Андреас Хофер, тиролски национален герой
- 26 ноември – Платон Зубов, руски държавник

## Починали
- 15 февруари – Михаил Иларионович Воронцов, руски политик
- 7 март – Жан Батист Ле Муан дьо Биенвил, губернатор на Френска Луизиана
- 13 март – Мария Жозефа Саксонска, дофина на Франция
- 22 март – Йохан Зюсмилх, германски статистик
- 30 март – Йохан Глаубиц, литовски архитект
- 28 май – Мария-Йозефа Баварска, баварска принцеса
- 25 юни – Георг Филип Телеман, германски композитор
- 15 юли – Майкъл Брус, шотландски поет
- 15 август – Фридрих-Михаел фон Пфалц-Цвайбрюкен, пфалцграф на Цвайбрюкен-Биркенфелд
- 11 септември – Александър Бутурлин, руски пълководец
- 17 септември – Едуард, херцог на Йорк и Олбъни
- 15 октомври – Мария Йозефа Австрийска, австрийска аристократка
- 16 октомври – Никита Трубецкой, руски генерал
- 27 октомври – Буркхард Кристоф фон Мюних, руски фелдмаршал
- 26 декември – Катерин Саклинг, сестра на Морис Саклинг